# Michael Ryderstedt
Michael Ryderstedt (Estocolmo, 12 de noviembre de 1984) es un extenista profesional sueco. En agosto de 2001, en el Abierto Fischer Junior consiguió el título de dobles con Dudi Sela.
La posición más alta en la lista ATP de individuales fue el 130 (Julio 2005) y el 154 en dobles (Junio de 2009). Su mejor clasificación fue semifinalista en el Torneo de Estocolmo de 2004, donde fue derrotado por Thomas Johansson.
En octubre de 2012, Ryderstedt anunció su retirada del tenis.

## Torneos ATP

### Dobles
Finalista
| Año  | Torneo    | Pareja          | Oponentes en la final        | Resultado |
| ---- | --------- | --------------- | ---------------------------- | --------- |
| 2008 | Estocolmo | Johan Brunström | Jonas Björkman Kevin Ullyett | 1–6, 3–6  |

## Títulos Challenger de dobles
Vencedor
| N.º | Fecha               | Torneo             | Superficie | Pareja          | Oponentes en la final                 | Resultado        |
| --- | ------------------- | ------------------ | ---------- | --------------- | ------------------------------------- | ---------------- |
| 1.  | 1 de mayo de 2006   | Telde, España      | Clay       | Adam Chadaj     | David Marrero Daniel Muñoz de la Nava | 5–7, 6–3, [10–7] |
| 2.  | 28 de julio de 2008 | Tampere, Finlandia | Clay       | Ervin Eleskovic | Harri Heliövaara Henri Kontinen       | 6–3, 6–4         |

Finalista (6)
| N.º | Fecha                  | Torneo                  | Superficie    | Pareja               | Oponentes en la final                 | Resultado             |
| --- | ---------------------- | ----------------------- | ------------- | -------------------- | ------------------------------------- | --------------------- |
| 1.  | 19 de julio de 2004    | Valladolid, España      | Dura          | Aisam-ul-Haq Qureshi | Jean-François Bachelot Nicolas Mahut  | 6–3, 6–4              |
| 2.  | 31 de julio de 2006    | Timişoara, Rumanía      | Tierra batida | Ervin Eleskovic      | Victor Crivoi Victor Ioniță           | 6–3, 6–4              |
| 3.  | 17 de julio de 2007    | Manchester, Reino Unido | Hierba        | Jesse Huta Galung    | Rohan Bopanna Aisam-ul-Haq Qureshi    | 4–6, 6–3, [10–5]      |
| 4.  | 29 de octubre de 2007  | Louisville, U.S.        | Hard          | Richard Bloomfield   | John Isner Travis Parrott             | 6–4, 6–4              |
| 5.  | 9 de noviembre de 2008 | Rimouski, Canadá        | Dura          | Kristian Pless       | Vasek Pospisil Milos Raonic           | 5–7, 6–4, [10–6]      |
| 6.  | 7 de agosto de 2011    | Pekín, China            | Dura          | Harri Heliövaara     | Sanchai Ratiwatana Sonchat Ratiwatana | 6–7(4–7), 6–3, [10–3] |